# Demografija Bosne in Hercegovine
Demografija Bosne in Hercegovine statistično proučuje strukturo in dinamiko prebivalstva, ki prebiva na ozemlju Bosne in Hercegovine, ter procese, ki jo določajo: rodnost, umrljivost in migracije (izseljevanje in priseljevanje) na ozemlju Bosne in Hercegovine. 
Po popisu prebivalstva, opravljenem leta 1991, je imela Bosna in Hercegovina 4.369.319 prebivalcev, medtem ko jo je popis Svetovne banke iz leta 1996 prikazal nekoliko manjše število, 3.764.425 prebivalcev. Devetdeseta leta dvajsetega stoletja so povzročila velike demografske spremembe v državi. Med letoma 1991 in 2013 so politična nesoglasja onemogočila organizacijo popisa. Popis je bil načrtovan za leto 2011, in pozneje v 2012, vendar je bil izveden šele oktobra 2013. Po popisu prebivalstva, opravljenem v tem letu, je v 1,16 milijona stanovanj skupno 3.791.622 prebivalcev; tako se je od popisa leta 1991 zmanjšalo za 585.411 prebivalcev. 
V Bosni in Hercegovini živijo predvsem tri etnične skupine, to so Bošnjaki, Srbi in Hrvati. V državi so tudi manjšine, kot so Judje in Romi. Po podatkih popisa iz leta 2013 Bošnjaki predstavljajo 50,11 % prebivalstva, Srbi 30,78 %, Hrvati 15,43 %, druge etnične skupine pa 2,73 %, ostale pa 2,73 % prebivalstva. prebivalstvo se ne odziva.
Ozemlje je razdeljeno na Federacijo Bosne in Hercegovine in Republiko Srbsko. Sorazmerno zavzema Federacija 51 % ozemlja, Republika pa preostalih 49 %. Območje, imenovano Hercegovina, meji na Hrvaško in Črno goro in je bilo tradicionalno naseljeno z večino etničnih Hrvatov na zahodu in Srbi na vzhodu.
Glavno mesto Sarajevo ima največ prebivalcev, pol milijona, ostala mesta z več kot 100.000 prebivalci v širšem območju mesta pa so: Banja Luka, Tuzla, Bijeljina, Zenica, Mostar in (distrikt) Brčko. Po ocenah za leto 2013 je imelo pet najbolj naseljenih mest v državi več kot 75.000 prebivalcev: glavno mesto Sarajevo (299.041 prebivalcev), Banja Luka (243.031), Mostar (128.448), Tuzla (100.825), Zenica (93.400) in Bijeljina (80.731).